# Giornata mondiale dell'orgoglio bisessuale
La Giornata mondiale della visibilità e dell'orgoglio bisessuale si celebra ogni anno il 23 settembre, e ha lo scopo di combattere l'invisibilizzazione e la stigmatizzazione delle persone bisessuali sia all'esterno che all'interno della comunità LGBTQIA+.
È stata celebrata per la prima volta nel 1999 a partire da un'idea degli attivisti americani Wendy Curry, Michael Page, e Gigi Raven Wilbur. Wilbur disse:
Citando Wendy Curry: “Ci trovavamo ad una delle tavole rotonde annuali sulla bisessualità, e qualcuno – penso fosse Gigi – disse che ci voleva una festa. Amavamo moltissimo quel grande bisessuale che era Freddie Mercury. Il suo compleanno era in settembre, quindi perché non fare la festa in quel periodo? Ci voleva un fine settimana per avere la sicurezza che la gente fosse libera. Il compleanno di Gigi era il 23 settembre e cadeva nel fine settimana. E così... puf! avevamo trovato il giorno.” In questo primo anno si tenne una cerimonia durante l'incontro dell'ILGA nella settimana del 23 settembre.
Nel mondo oggi la Giornata mondiale della visibilità e dell'orgoglio bisessuale è vivacemente celebrata nei seguenti Paesi: Armenia, Australia, Austria, Belgio, Canada, Francia, Germania, Guatemala, Islanda, India, Irlanda, Italia, Lituania, Messico, Paesi Bassi, Norvegia, Russia, Slovacchia, Slovenia, Spagna, Sudafrica, Corea del Sud, Taiwan, Regno Unito, USA, Vietnam.
Nel 2017 la Bolivia ha visto il primo evento nazionale bisessuale, a Santa Cruz de la Sierra; vere e proprie parate sono avvenute a Parigi, Madrid, Filadelfia.
In Italia una parata in occasione del 23 settembre è avvenuta per la prima volta nel 2017 a Padova. L'iniziativa fu lanciata dall'associazione Antéros LGBTI Padova, fu il frutto dello sforzo congiunto di diverse associazioni indipendenti e studentesche, e vide l'adesione di ulteriori associazioni da varie zone d'Italia. Il gruppo di lavoro, sempre informale, permetteva infatti l'integrazione delle decisioni e del manifesto politico tramite numerose assemblee pubbliche nei mesi precedenti alla manifestazione. Dal manifesto: